# Fort de Penthièvre

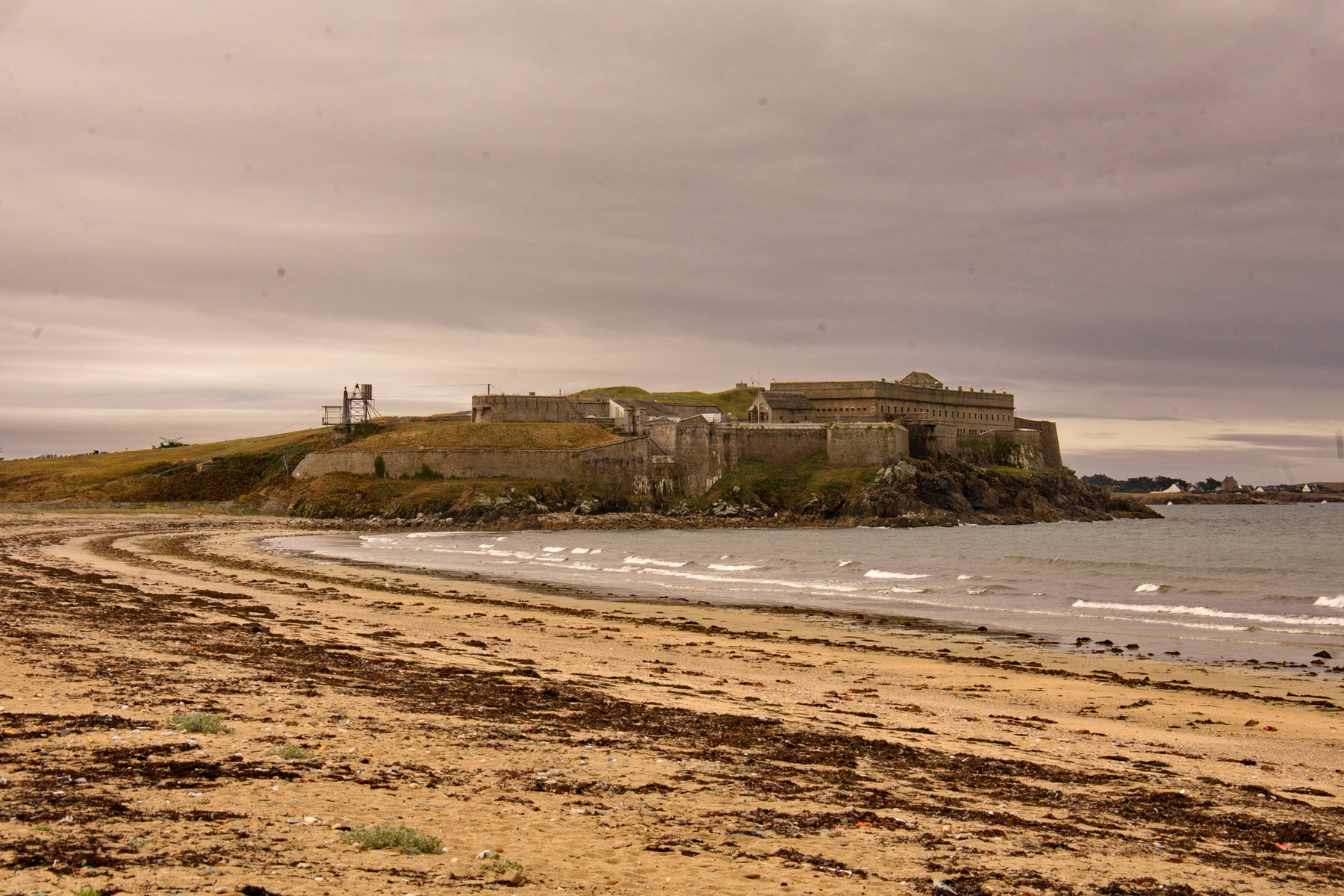
Fort de Penthièvre aus nördlicher Richtung

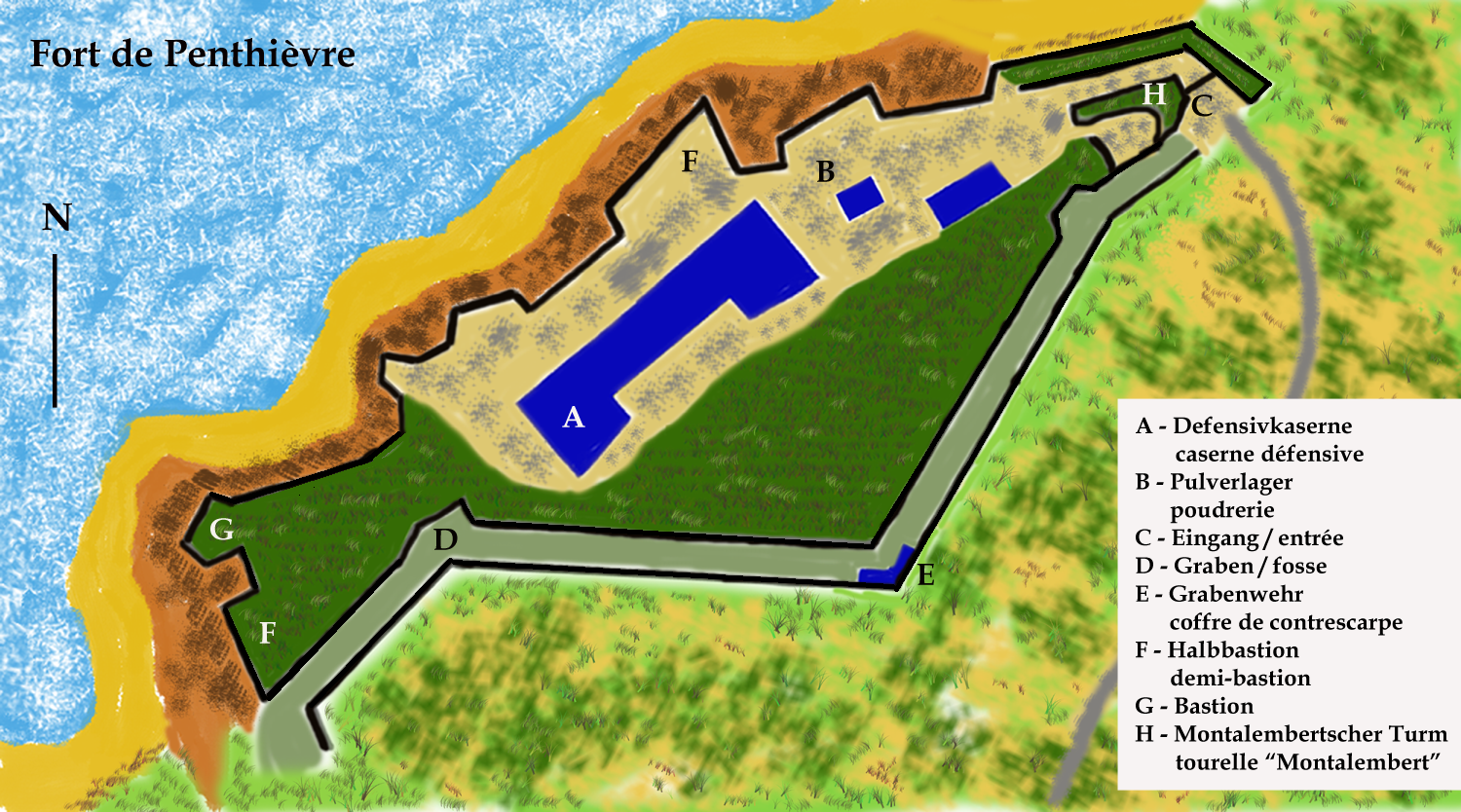
Plan des Forts

Das Fort de Penthièvre ist eine Befestigungsanlage auf dem Gebiet der Gemeinde Saint-Pierre-Quiberon im Département Morbihan in Frankreich.

## Geschichte
Nach der Belagerung von Lorient und der Ausplünderung der Halbinsel Quiberon 1746 wurde im folgenden Jahr zur Sicherung der Bau eines Festungswerks beschlossen. Dieses verstärkte dann das Verteidigungssystem der südlichen Bretagne, zu dem auch das Fort Bloqué und das Fort Cigogne zählten.
Erbaut wurde es auf Veranlassung des Gouverneurs der Bretagne Louis Jean Marie de Bourbon, duc de Penthièvre, dessen Namen es auch heute noch trägt. An der engsten Stelle der Halbinsel befindet sich gegenüber dem Fort eine vorgelagerte Schanze (La Palice genannt). Diese wurde nach der Landung der Engländer im Jahre 1746 auf der Halbinsel Quiberon durch die Soldaten von Maréchal de camp de Saint-Clair hier erbaut. Sie ist nahezu vollständig erhalten und befindet sich auf der östlichen Straßenseite der „Avenue de l’Océan“.
Nach der englischen Belagerung von Lorient (29. September bis 10. Oktober 1746), das als Stützpunkt der in Konkurrenz zur Britischen Ostindien-Kompanie stehenden Französischen Ostindien-Kompanie diente und das dadurch ausgeschaltet werden sollte, ordnete der Duc de Penthièvre, Amiral de France und Gouverneur der Bretagne, 1747 den Bau einer Befestigung an der schmalsten Stelle des Zugangs zur Halbinsel an. Nach den Plänen des königlichen Ingenieurs de Marolles wurde die „Redoute von Quiberon“ angelegt. Die Wälle waren drei Meter hoch, im Inneren befanden sich eine Unterkunft für 30 Mann und ein Pulvermagazin. Sie wurde nach dem Initiator „Fort de Penthièvre“ genannt.
Im Jahre 1795 landete die royalistische Armee der Emigranten auf der Halbinsel und belagerte ab dem 27. Juni mit 1500 Mann, davon 150 britischen Soldaten, das Fort, das durch die Revolutionäre in „Fort Sans-Culotte“ umbenannt worden war. Nach vier Tagen musste sich die Besatzung aus 700 Mann der 41e demi-brigade de bataille (vormals 1. Bataillon des 41e régiment d’infanterie ci-devant „La Reine“) ergeben, da sie über keinerlei Verpflegungsvorräte verfügte. 400 Mann der Besatzung wechselten die Seite und traten den königlichen Streitkräften bei, die anderen wurden nach England in Kriegsgefangenschaft gebracht. Am Ende der gescheiterten Mission der Royalisten wurde das Fort durch die Truppen von Général Hoche zurückerobert.
Es lag dann einige Jahre verlassen, bis es auf Anregung des Ersten Konsuls Napoléon Bonaparte und von Armand de Marescot nach der Beendigung des Zweiten Koalitionskrieges verstärkt und nach dem System Vauban umfangreich ausgebaut wurde. Die Arbeiten dauerten auch noch in der Zeit des Ersten Kaiserreichs an und wurden erst 1848 am Ende der Julimonarchie abgeschlossen.
Zur weiteren Verstärkung wurde ein Wall zur Infanterieverteidigung mit gedecktem Weg, davorliegendem Graben und Glacis angelegt, weiterhin eine Defensivkaserne, die als zentraler Bau fungierte. In ihr konnten bis zu 400 Mann „geschützt gegen Bomben“ („splittersicher“) untergebracht werden. Im Grunde handelte es sich um ein Erdwerk mit gemauerten Wänden in Form einer doppelten Tenaille mit der dahinterliegenden Defensivkaserne in Form eines Hornwerks. Die Flanken waren mit je einer Halbbastion, der Eingang mit einem Montalembertschen Turm gesichert. Die Hauptabwehrlinie war landseitig in Richtung der Bucht von Quiberon angelegt, die Bauten sind in Mauerwerk ausgeführt. Die Seeseite erhebt sich auf einem hohen Felsen und war daher sturmfrei.
Ab 1917 waren im Fort deutsche Kriegsgefangene untergebracht.
Am 23. Juni 1933 wurde die militärische Nutzung als Befestigungswerk aufgegeben, das Fort als historisches Monument eingestuft und in die Obhut der Marine nationale übergeben, ohne jedoch eine weitere Verwendung zu finden.

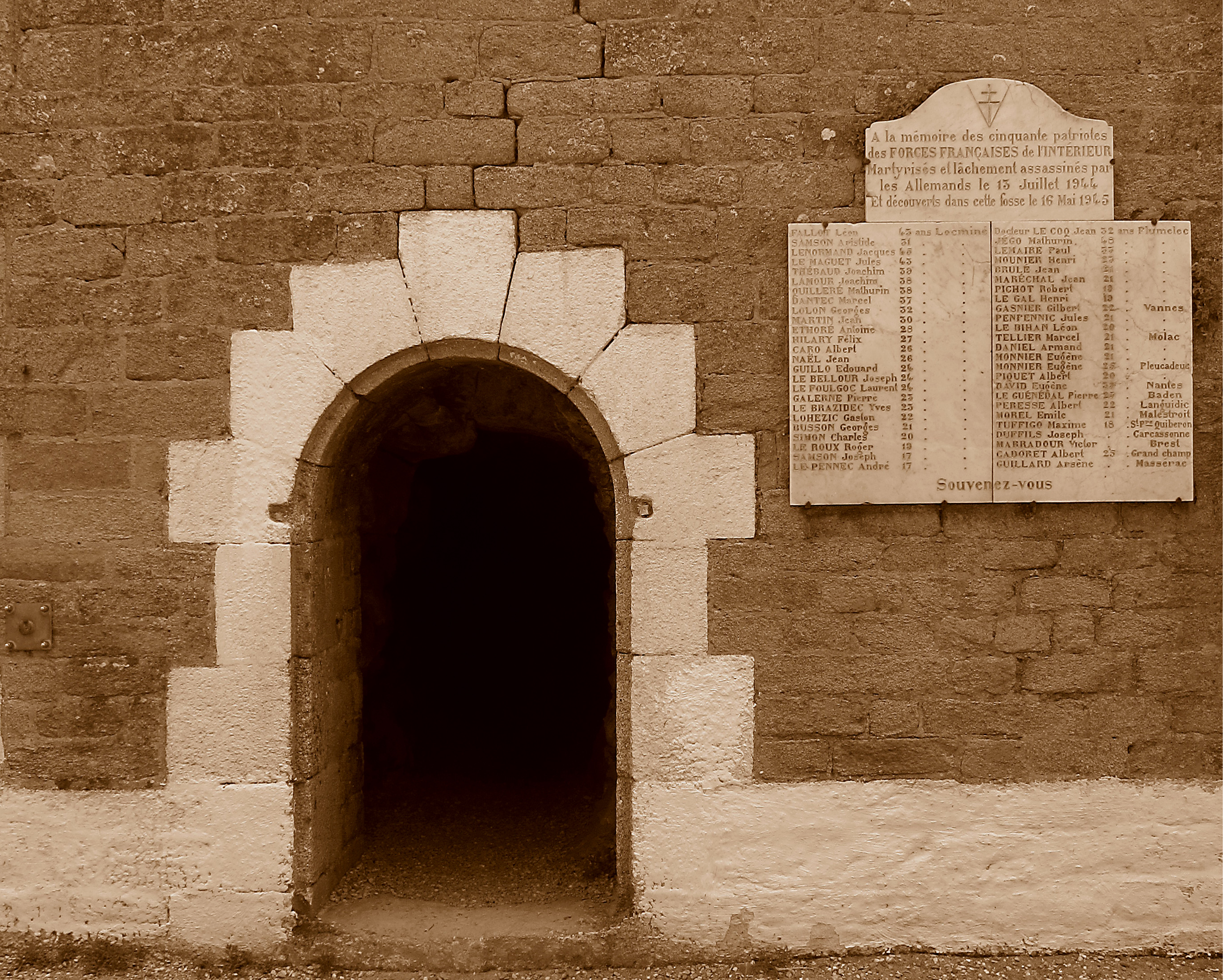
Gedenktafel für im Fort hingerichtete französische Widerstandskämpfer

Während des Zweiten Weltkrieges wurde es von der deutschen Wehrmacht in den Atlantikwall eingebunden. Dazu wurde es mit drei Betonbunkern verstärkt und mit einer unbekannten Anzahl an Panzerabwehrkanonen und schweren Maschinengewehren bestückt.
Von April bis Juli 1944 diente es als Gefängnis für Angehörige des Maquis, von denen 49 zum Tode verurteilt und im Graben des Forts durch Erschießen hingerichtet wurden. Eine Gedenktafel im (zugänglichen) Fortgraben erinnert an die Hingerichteten, derer an jedem 13. Juli gedacht wird.
Im Vorfeld wurde eine Gedenkstätte für die Opfer der Naziherrschaft in Form eines Obelisken errichtet. An dessen Fuß findet sich eine Granitplatte mit dem Wappen der Bretagne und der Inschrift:

„Les Martyrs

Du Fort

Penthièvre

Les Français

Reconnaissants

Résistance 1944“

Seit 1969 steht das Fort unter der Verantwortung des 3e régiment d’infanterie de marine in Vannes, das es als Kommando-Ausbildungsstätte (Initiation Commando) mit einem Klettergarten und für maritime Kampfführung nutzt.
Der Innenraum ist militärisches Sperrgebiet, der Zutritt ist nicht gestattet.